# Equazione trigonometrica
Un'equazione trigonometrica o goniometrica è un'equazione in cui l'incognita compare come argomento di una o più funzioni trigonometriche, quali seno, coseno e tangente.
Ad esempio, un'equazione trigonometrica è:
{\displaystyle \sin ^{2}x-3\cos x+2=\tan x+6}
o anche:
{\displaystyle \sin x=a}.
Invece, un'equazione del tipo:
{\displaystyle x\sin {\frac {\pi }{2}}+2x\cos {\frac {\pi }{6}}=3}
non è un'equazione trigonometrica, poiché l'incognita {\displaystyle x} non compare come argomento di alcuna funzione trigonometrica.
In generale, le equazioni trigonometriche, essendo equazioni trascendenti, non sono riconducibili ad equazioni polinomiali e, quindi, possono essere risolte tramite metodi numerici di approssimazione. Tuttavia, si possono studiare classi di equazioni piuttosto generali che sono risolvibili esattamente. In particolare, quando l'incognita compare solo all'interno di espressioni algebriche che sono argomento di funzioni trigonometriche, è sempre possibile, tramite opportune manipolazioni, ricondursi alla risoluzione di equazioni polinomiali o equazioni trigonometriche elementari. A tale scopo, risulta spesso indispensabile l'applicazione di opportune identità trigonometriche per ottenere, da un'equazione la cui forma è apparentemente ignota, una equazione equivalente la cui risoluzione è immediata.

## Equazioni elementari
Le equazioni trigonometriche più semplici sono quelle riconducibili alle forme seguenti:
{\displaystyle (1)\quad \sin x=a\qquad -1\leq a\leq 1}
{\displaystyle (2)\quad \cos x=a\qquad -1\leq a\leq 1}
{\displaystyle (3)\quad \tan x=a\qquad a\in \mathbb {R} }
Le equazioni (1) e (2) sono evidentemente impossibili se {\displaystyle |a|>1}.
Nella risoluzione di queste equazioni bisogna tenere presente la periodicità delle funzioni coinvolte, per cui se {\displaystyle x} è una soluzione della (1) o della (2), allora lo è anche {\displaystyle x+2k\pi }, per ogni numero intero {\displaystyle k}; se invece {\displaystyle x} è una soluzione della (3), allora lo è anche {\displaystyle x+k\pi }, per ogni numero intero {\displaystyle k} (d'ora in avanti sarà sottinteso che {\displaystyle k} è un generico numero intero).
L'equazione (1) ammette la soluzione {\displaystyle x=\arcsin a}, e può essere risolta in maniera esatta quando {\displaystyle x} corrisponde ad angoli di cui sono note le funzioni trigonometriche. Poiché vale l'identità {\displaystyle \sin \alpha =\sin {(\pi -\alpha )}}, un'altra soluzione della (1) è {\displaystyle x=\pi -\arcsin a}. Queste sono le uniche soluzioni nell'intervallo [0, 2π). In definitiva, le soluzioni dell'equazione (1) sono:
{\displaystyle x=\arcsin a+2k\pi \vee x=\pi -\arcsin a+2k\pi }
per ogni intero {\displaystyle k}. Ad esempio, l'equazione {\displaystyle \sin x={\frac {1}{2}}} ammette la soluzione {\displaystyle x={\frac {\pi }{6}}}, pertanto tutte le soluzioni sono date da:
{\displaystyle x={\frac {\pi }{6}}+2k\pi \vee x=\left(\pi -{\frac {\pi }{6}}\right)+2k\pi ={\frac {5\pi }{6}}+2k\pi } .
Più concisamente, le soluzioni si possono riassumere in un'unica formula:
{\displaystyle x={(-1)}^{k}\arcsin a+k\pi }.
Considerazioni analoghe valgono per l'equazione (2), in cui una soluzione è data da {\displaystyle x=\arccos a}, mentre l'altra soluzione nell'intervallo {\displaystyle [0;2\pi )} è {\displaystyle x=2\pi -\arccos a}, come si deduce dall'identità {\displaystyle \cos \alpha =\cos {(-\alpha )}=\cos {(2\pi -\alpha )}}. In definitiva, le soluzioni sono {\displaystyle \arccos a}, {\displaystyle -\arccos a} e tutti gli angoli che differiscono da questi per un multiplo intero di {\displaystyle 2\pi }:
{\displaystyle x=\pm \arccos a+2k\pi }
Infine, esiste sempre una ed una sola soluzione dell'equazione (3) nell'intervallo {\displaystyle (-{\frac {\pi }{2}};{\frac {\pi }{2}})}, ossia {\displaystyle x=\arctan a}. Poiché il periodo della tangente è pari a {\displaystyle \pi }, segue che tutte le soluzioni della (3) sono date da:
{\displaystyle x=\arctan a+k\pi }
Dalle considerazioni precedenti, seguono anche le seguenti utili implicazioni:
{\displaystyle \sin {f(x)}=\sin {g(x)}\iff f(x)=g(x)+2k\pi \ \lor \ f(x)=\pi -g(x)+2k\pi }
{\displaystyle \cos {f(x)}=\cos {g(x)}\iff f(x)=g(x)+2k\pi \ \lor \ f(x)=-g(x)+2k\pi }
{\displaystyle \tan {f(x)}=\tan {g(x)}\iff f(x)=g(x)+k\pi {\mbox{ con }}f(x),g(x)\neq {\frac {\pi }{2}}+h\pi }
dove {\displaystyle k} ed {\displaystyle h} sono numeri interi.

## Equazioni in una sola funzione trigonometrica
Le equazioni in cui figura una sola funzione trigonometrica (dello stesso argomento) si possono ricondurre immediatamente alle equazioni elementari, prendendo tale funzione come incognita ausiliaria. Ad esempio:
{\displaystyle 2\sin ^{2}x+1=3\sin x}
Posto {\displaystyle \sin x=y}, si ottiene l'equazione algebrica nell'incognita {\displaystyle y}:
{\displaystyle 2y^{2}+1=3y}
che ha le soluzioni {\displaystyle y=1} e {\displaystyle y={\frac {1}{2}}}. È quindi sufficiente risolvere le equazioni elementari {\displaystyle \sin x=1} e {\displaystyle \sin x={\frac {1}{2}}}, le cui soluzioni sono rispettivamente da {\displaystyle x={\frac {\pi }{2}}+2k\pi } e {\displaystyle x={\frac {\pi }{6}}+2k\pi \vee {\frac {5\pi }{6}}+2k\pi }.
Qualora compaiano più funzioni trigonometriche (dello stesso argomento), si possono in generale esprimere tutte le funzioni trigonometriche per mezzo di una sola tramite le note identità trigonometriche, per poi proseguire come nell'esempio precedente:
{\displaystyle 2\sin ^{2}x=\cos x+1}
In questo caso è conveniente usare sostituire {\displaystyle \sin ^{2}x=1-\cos ^{2}x}, ottenendo, dopo pochi calcoli, l'equazione:
{\displaystyle 2\cos ^{2}x+\cos x-1=0}
Che è del tipo già analizzato.
Se, infine, gli argomenti delle funzioni trigonometriche non sono tutti uguali, l'equazione si può spesso ricondurre ai casi già analizzati tramite l'uso di identità trigonometriche. Ad esempio:
{\displaystyle \sin \left(x+{\frac {\pi }{4}}\right)+\sin \left(x-{\frac {\pi }{4}}\right)={\frac {\sqrt {6}}{2}}}
Si potrebbero utilizzare le formule di addizione e sottrazione del seno, ma in questo caso è conveniente l'applicazione delle formule di prostaferesi:
{\displaystyle 2\sin {\frac {(x+{\frac {\pi }{4}}+x-{\frac {\pi }{4}})}{2}}\cos {\frac {(x+{\frac {\pi }{4}}-x+{\frac {\pi }{4}})}{2}}={\frac {\sqrt {6}}{2}}}
{\displaystyle 2\sin x\cos {\frac {\pi }{4}}={\frac {\sqrt {6}}{2}}}
{\displaystyle \sin x={\frac {\sqrt {3}}{2}}}
La cui soluzione è:
{\displaystyle x={\frac {\pi }{3}}+2k\pi \vee x={\frac {2\pi }{3}}+2k\pi \,.}

## Equazioni lineari in seno e coseno
Un'equazione lineare in seno e coseno è un'equazione nella forma:
{\displaystyle a\sin x+b\cos x+c=0}
dove sono dati {\displaystyle a}, {\displaystyle b}, {\displaystyle c} reali.
Se uno tra {\displaystyle a} e {\displaystyle b} è nullo, l'equazione rientra nei casi già esaminati. Se {\displaystyle a} e {\displaystyle b} sono entrambi non nulli e {\displaystyle c=0} Si ha l'equazione omogenea:
{\displaystyle a\sin x+b\cos x=0}
Se fosse {\displaystyle \cos x=0}, allora dovrebbe essere {\displaystyle \sin x=1} o {\displaystyle \sin x=-1}. Ciò implicherebbe {\displaystyle a=0}, contro l'ipotesi. Supposto quindi {\displaystyle \cos x\neq 0}, dividendo per {\displaystyle \cos x} si ottiene:
{\displaystyle \tan x=-{\frac {b}{a}}}
che è un'equazione elementare. Rimane da analizzare il caso in cui i coefficienti siano tutti e tre diversi da zero. Per questa equazione esistono diversi metodi risolutivi (naturalmente equivalenti tra loro) che non richiedono di eseguire calcoli con i radicali.

### Formule parametriche
Poniamo:
{\displaystyle t=\tan {\frac {x}{2}}}
Con questa posizione, stiamo naturalmente escludendo i valori dati da {\displaystyle x=\pi +2k\pi }, per cui sarà necessaria una discussione.
Applicando le formule parametriche, l'equazione diventa:
{\displaystyle a\cdot {\frac {2t}{1+t^{2}}}+b\cdot {\frac {1-t^{2}}{1+t^{2}}}+c=0}
che è, in generale, un'equazione di secondo grado in {\displaystyle t}. Ridotta a forma intera, si ottiene:
{\displaystyle (c-b)t^{2}+2at+b+c=0}.
Per {\displaystyle x=\pi +2k\pi }, {\displaystyle \sin x=0} e {\displaystyle \cos x=-1}, per cui l'equazione originaria diventa:
{\displaystyle c-b=0\;\;\;,}
che è vera se e solo se {\displaystyle c=b}. In questo caso, l'equazione {\displaystyle t} ridotta a forma intera è un'equazione di primo grado.
Riassumendo:
- Se {\displaystyle b=c}, allora le soluzioni sono {\displaystyle x=\pi +2k\pi } e quelle che si ottengono risolvendo l'equazione in {\displaystyle t}, che si riconduce ad un'equazione di primo grado.
- Se {\displaystyle b\neq c}, allora le soluzioni sono quelle che si ottengono risolvendo l'equazione in {\displaystyle t}, che si riconduce ad un'equazione di secondo grado.

### Angolo ausiliario
Dividendo l'equazione per {\displaystyle {\sqrt {a^{2}+b^{2}}}}, si ottiene:
{\displaystyle {\frac {a}{\sqrt {a^{2}+b^{2}}}}\sin x+{\frac {b}{\sqrt {a^{2}+b^{2}}}}\cos x+{\frac {c}{\sqrt {a^{2}+b^{2}}}}=0}
Poiché
{\displaystyle {\left({\frac {a}{\sqrt {a^{2}+b^{2}}}}\right)}^{2}+{\left({\frac {b}{\sqrt {a^{2}+b^{2}}}}\right)}^{2}={\frac {a^{2}}{a^{2}+b^{2}}}+{\frac {b^{2}}{a^{2}+b^{2}}}=1}
esiste un angolo, che chiamiamo {\displaystyle \varphi }, tale che {\displaystyle \cos \varphi ={\frac {a}{\sqrt {a^{2}+b^{2}}}}} e {\displaystyle \sin \varphi ={\frac {b}{\sqrt {a^{2}+b^{2}}}}}.
L'equazione si può allora scrivere come segue:
{\displaystyle \cos \varphi \sin x+\sin \varphi \cos x+{\frac {c}{\sqrt {a^{2}+b^{2}}}}=0}
ossia:
{\displaystyle \sin {(x+\varphi )}=-{\frac {c}{\sqrt {a^{2}+b^{2}}}}}
per le formule di addizione del seno. Da questa equazione elementare si ottengono facilmente le soluzioni dell'equazione di partenza.

### Sistema
Posto {\displaystyle X=\sin x} e {\displaystyle Y=\cos x}, vale ovviamente la relazione {\displaystyle X^{2}+Y^{2}=1}. Si ottiene il sistema non lineare:
{\displaystyle \left\{{\begin{matrix}aX+bY+c=0\\X^{2}+Y^{2}=1\end{matrix}}\right.}
Risolvendo questo sistema (che equivale geometricamente a trovare le intersezioni della retta di equazione {\displaystyle aX+bY+c=0} con la circonferenza goniometrica), si ottengono le soluzioni dell'equazione iniziale.

## Equazioni omogenee in seno e coseno
Un'equazione trigonometrica omogenea in seno e coseno è un'equazione in cui compaiono le funzioni trigonometriche seno e coseno di uno stesso argomento incognito, e in cui il polinomio in {\displaystyle p(X,Y)} in due variabili che si ottiene con le sostituzioni {\displaystyle X=\sin x}, {\displaystyle Y=\cos x} è omogeneo, cioè ha tutti i termini dello stesso grado. Dopo aver verificato se si hanno soluzioni quando {\displaystyle \cos x=0}, cioè per {\displaystyle x={\frac {\pi }{2}}+k\pi }, si divide il polinomio per {\displaystyle Y^{d}}, dove {\displaystyle d} è il grado di {\displaystyle p(X,Y)}. Poiché {\displaystyle {\frac {X}{Y}}={\frac {\sin x}{\cos x}}=\tan x}, posto {\displaystyle t=\tan x} quella che si ottiene è un'equazione polinomiale di grado al più {\displaystyle d} nella variabile {\displaystyle t}, risolvendo la quale si trovano facilmente le soluzioni dell'equazione iniziale.

### Equazione omogenea di secondo grado
L'equazione omogenea di secondo grado ha la forma seguente:
{\displaystyle a\sin ^{2}x+b\sin x\cos x+c\cos ^{2}x=0}
con {\displaystyle a}, {\displaystyle b}, {\displaystyle c} numeri reali fissati.
Se {\displaystyle a=0} oppure {\displaystyle c=0}, l'equazione si può scomporre in fattori. Ad esempio, per {\displaystyle a=0}
{\displaystyle b\sin x\cos x+c\cos ^{2}x=\cos x(b\sin x+c\cos x)=0}
Da cui, per la legge di annullamento del prodotto, {\displaystyle \cos x=0} oppure {\displaystyle b\sin x+c\cos x=0}. Si ragiona analogamente se {\displaystyle c=0}.
Se invece {\displaystyle a} e {\displaystyle c} sono diversi da 0, si osserva che, se {\displaystyle \cos x=0}, non vi sono soluzioni (infatti {\displaystyle \sin x=1} o {\displaystyle \sin x=-1}, che implicherebbe {\displaystyle a=0}); quindi, supposto {\displaystyle \cos x\neq 0}, dividendo l'equazione per {\displaystyle \cos ^{2}x} si ottiene:
{\displaystyle a\tan ^{2}x+b\tan x+c=0}
Risolvendo questa equazione si trova facilmente il valore di {\displaystyle \tan x}, per cui il problema si riduce ad equazioni elementari.

### Equazione non omogenea di secondo grado
L'equazione più generale:
{\displaystyle a\sin ^{2}x+b\sin x\cos x+c\cos ^{2}x=d}
con {\displaystyle a}, {\displaystyle b}, {\displaystyle c}, {\displaystyle d} numeri reali fissati, non è omogenea, ma si riconduce facilmente ad una omogenea osservando che {\displaystyle d=d(\sin ^{2}x+\cos ^{2}x)}; con questa sostituzione, si ottiene l'equazione:
{\displaystyle (a-d)\sin ^{2}x+b\sin x\cos x+(c-d)\cos ^{2}x=0}
che è omogenea.
Un metodo alternativo per risolvere le due equazioni precedenti si ricava osservando che valgono le seguenti identità:
{\displaystyle \sin ^{2}x={\frac {1-\cos 2x}{2}}}
{\displaystyle \sin x\cos x={\frac {\sin {2x}}{2}}}
{\displaystyle \cos ^{2}x={\frac {1+\cos 2x}{2}}}
Effettuando queste sostituzioni, si ottiene un'equazione lineare in seno e coseno di {\displaystyle 2x} equivalente a quella iniziale.

### Equazione omogenea di quarto grado
Per l'equazione omogenea di quarto grado:
{\displaystyle a\sin ^{4}x+b\sin ^{2}x\cos ^{2}x+c\cos ^{4}x=0}
valgono considerazioni analoghe a quelle per l'equazione omogenea di secondo grado. Infatti, se {\displaystyle a=0} oppure {\displaystyle c=0}, l'equazioni si risolve facilmente mediante scomposizione in fattori. Se {\displaystyle a} e {\displaystyle c}
sono entrambi non nulli, dal momento che {\displaystyle \cos x\neq 0} non fornisce soluzioni, si ottiene un'equazione equivalente dividendo entrambi i membri per {\displaystyle \cos ^{4}x}:
{\displaystyle a\tan ^{4}x+b\tan ^{2}x+c=0}
che è un'equazione biquadratica nell'incognita {\displaystyle \tan x}.
L'equazione non omogenea:
{\displaystyle a\sin ^{4}x+b\sin ^{2}x\cos ^{2}x+c\cos ^{4}x=d}
è facilmente ricondotta ad una omogenea operando la sostituzione:
{\displaystyle d=d{(\sin ^{2}x+\cos ^{2}x)}^{2}}
con cui si ottiene l'equazione equivalente:
{\displaystyle (a-d)\sin ^{4}x+(b-2d)\sin ^{2}x\cos ^{2}x+(c-d)\cos ^{4}x=0}
che si risolve come quella precedente.

## Equazioni simmetriche rispetto a sinxe cosx
Le equazioni simmetriche rispetto a {\displaystyle \sin x} e {\displaystyle \cos x} sono quelle tali che, posto {\displaystyle X=\sin x} e {\displaystyle Y=\cos x}, sono riconducibili alla forma {\displaystyle P(X,Y)=0}, dove {\displaystyle P} è un polinomio simmetrico, ossia tale che {\displaystyle P(X,Y)=P(Y,X)} per ogni {\displaystyle X}, {\displaystyle Y}. In altre parole, se si scambiano {\displaystyle \sin x} e {\displaystyle \cos x}, l'equazione rimane invariata.
Queste equazioni si possono sempre risolvere operando la sostituzione:
{\displaystyle x={\frac {\pi }{4}}+z}.
Infatti, ciò implica:
{\displaystyle X=\sin x=\sin {\left({\frac {\pi }{4}}+z\right)}=\sin {\frac {\pi }{4}}\cos z+\cos {\frac {\pi }{4}}\sin z={\frac {\sqrt {2}}{2}}(\cos z+\sin z)}
{\displaystyle Y=\cos x=\cos {\left({\frac {\pi }{4}}+z\right)}=\cos {\frac {\pi }{4}}\cos z-\sin {\frac {\pi }{4}}\sin z={\frac {\sqrt {2}}{2}}(\cos z-\sin z)}
da cui:
{\displaystyle s=X+Y={\sqrt {2}}\cos z}
{\displaystyle p=XY=\cos ^{2}z-{\frac {1}{2}}}
Dalla teoria dei polinomi simmetrici è noto che {\displaystyle P} si può esprimere come polinomio in {\displaystyle s} e {\displaystyle p}; poiché {\displaystyle s} e {\displaystyle p} sono, a loro volta, solo in funzione di {\displaystyle \cos z}, questa sostituzione permette di ricondurre l'equazione di partenza ad un'equazione in una sola funzione trigonometrica ({\displaystyle \cos z}).